# 장흠 (사도)
장흠(張歆, ? ~ ?)은 후한 후기의 관료로, 자는 경양(敬讓)이며 하내군 수무현(脩武縣) 사람이다.

## 행적
건화 3년(149년) 대사농에서 사도로 승진하였으나 2년 후 면직되었다. 아들 장연은 태위를 지냈으며, 손자 장범은 조조를 섬겼다.

## 출전
- 진수, 《삼국지》 권11 원장양국전양병관전
- 범엽, 《후한서》 권7 효환제기

| 전임 두교 | 후한의 대사농 ? ~ 149년 10월 | 후임 황경 |

| 전임 원탕 | 후한의 사도 149년 10월 ~ 151년 | 후임 오웅 |